# 마이클 K. 윌리엄스
마이클 K. 윌리엄스(영어: Michael K. Williams, 1966년 11월 22일 ~ 2021년 9월 6일)는 미국의 배우이다.

## 출연 작품

### 영화
- 블렛 (1996)
- 노예 12년 (2013)
- 어쌔신 크리드 (2016)

### 텔레비전
- 더 와이어 (2002-08)
- 보드워크 엠파이어 (2010-14)